# 国際GNSS事業
国際GNSS事業（こくさいじーえぬえすえすじぎょう、英: International GNSS Service; IGS）は、正確なGNSS成果を生成するために資源と永続的なGNSS観測局データを集積する世界中の多くの機関の自主的な連盟であり、最高精度の国際民間GNSSコミュニティーとも言える。
地球科学の研究等へGNSSデータ、成果および役務を提供するために、1994年に国際測地学協会（IAG）の下に設立された国際協働事業を行う国際機関である。中央局を米国・パサデナのジェット推進研究所に置く。

## 機能
地球基準座標系、地球観測および研究、あるいは、科学と社会の利益に資する測位、航法および時間、その他の応用に活用する最高品質のGNSSデータ、成果および役務を、公開を前提に、提供する。
参加機関の国際協力に基づき、全世界のGNSS観測網の維持、データ流通、解析を行い、正確な位置を測るために必要となるGNSS衛星の精密軌道暦、地球回転パラメータ、追跡所の座標および速度、衛星および追跡所の時計情報、天頂方向の対流圏における電波の伝搬遅延の推定、電離層分布などGNSSに関する様々な成果を提供しており、これらの成果は国際地球回転・基準系事業が維持する国際地球基準座標系の改良および拡張、地球変形の監視、地球回転の監視、対流圏および電離圏の監視、科学衛星の軌道決定、その他の地球科学の分析などの取り組みに活用されている。

## 沿革
1989年の国際測地学協会 (IAG) 総会（エディンバラ）でGPS観測の標準化、精密軌道暦の作成および地球回転パラメータの決定などを目的とする国際事業を開始することについて議論され、1991年には各国の機関に参加を呼びかけて100以上の機関が参加する見込みとなった。同年の国際測地学・地球物理学連合 (IUGG) 第20回総会（ウィーン）で国際GPS地球力学事業（こくさいジーピーエスちきゅうりきがくじぎょう、英: International GPS Geodynamics Serivice; IGS）を設立する計画が提案されてジェット推進研究所 (JPL) を中央局とすることになる。その後は活動方針についての議論を深め、1992年6月から9月にかけて活動方針の妥当性を検証するキャンペーンとして国際共同観測が行われた。この成功を受けて1994年1月から国際GPS地球力学事業（英: International GPS Serivice for Geodynamics; IGS）として正式運用を開始した。
1999年の国際測地学・地球物理学連合 (IUGG) 第22回総会および国際測地学協会 (IAG) 第22回総会（バーミンガム）では、その名称が国際GPS事業（こくさいジーピーエスじぎょう、英: International GPS Serivice; IGS）、国際GPS機構（こくさいジーピーエスきこう）または国際GPSサービス（こくさいジーピーエスサービス）などと呼ばれるようになる。
2001年1月1日に国際地球回転事業 (IERS) がその組織を再編して、国際GPS事業 (IGS) は国際地球回転事業 (IERS) の技術センターの一つに位置付けられた。
2003年の国際測地学・地球物理学連合 (IUGG) 第23回総会および国際測地学協会 (IAG) 第23回総会（札幌市）では、ロシアのGLONASSや欧州連合のGalileoを意識してGNSSという一般名称を使い始め、2005年からGLONASSの精密暦の提供を始め、2007年の国際測地学・地球物理学連合 (IUGG) 第24回総会および国際測地学協会 (IAG) 第24回総会（ペルージャ）では、その名称が国際GNSS事業（英: International GNSS Serivice; IGS）と呼ばれるようになった。

## 日本の貢献
国内に存する電子基準点などのGNSS連続観測局を運用して、IGSに対して定常的にGNSSデータを提供しているほか、国土地理院と宇宙航空研究開発機構が共同して、解析センターの一つとして参画し、測位衛星の精密な軌道暦の算出を行っている。